# Gin-fizz

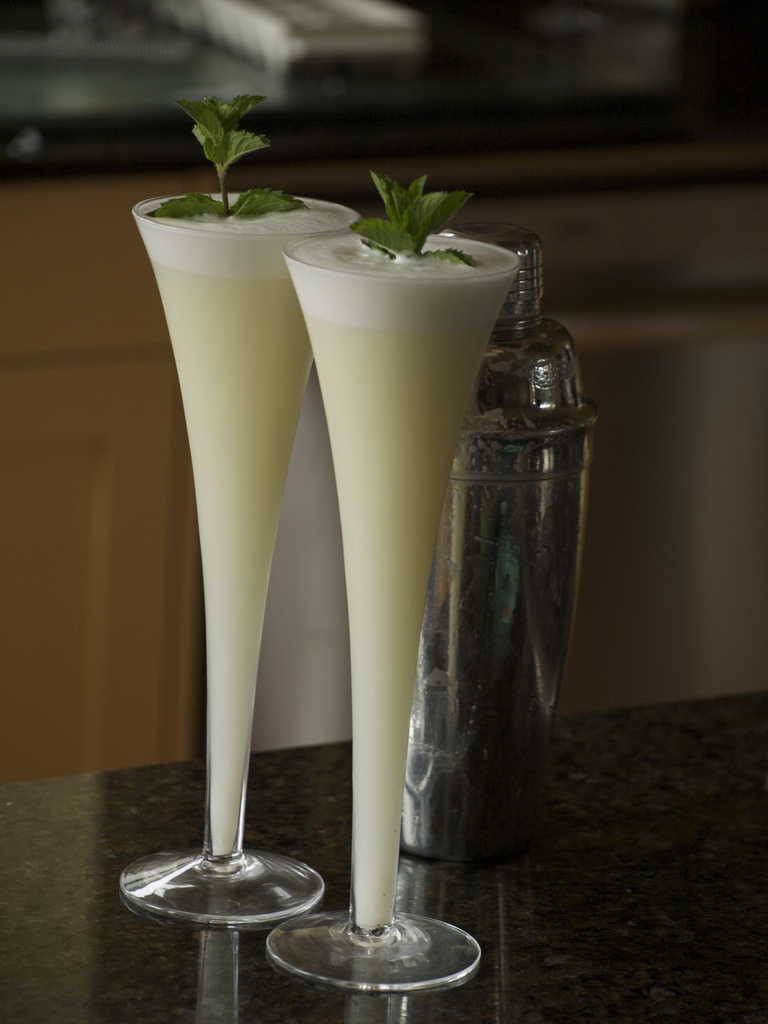
Tropische variant van een gin-fizz

Gin-fizz is een cocktail op een basis van gin, citroensap, suikersiroop en sodawater. Vermoedelijk is de gin-fizz "uitgevonden" door twee Franse barkeepers. Fizzy betekent in het Engels bruisend en sissend.
De cocktail kan behalve na het avondeten bijna de gehele dag door gedronken worden.
Andere varianten op gin-fizz zijn:
- Silver Fizz – toevoeging van eiwit
- Golden Fizz – toevoeging van eierdooier
- Royal Fizz – toevoeging van een heel ei
- Diamond Fizz – sprankelende wijn in plaats van sodawater
- Green Fizz – toevoeging van mintlikeur
- Purple Fizz - gelijke delen Sloe gin' en pompelmoessap in plaats van gin en citroensap